# Franciszek Monzón Romeo
Francisco María Monzón Romeo (ur. 29 marca 1912 w Hijarze, zm. 24 sierpnia 1936) – hiszpański dominikanin, męczennik i błogosławiony Kościoła katolickiego.

## Życiorys
Francisco María Monzón Romeo urodził się w chrześcijańskiej rodzinie. Wstąpił do szkoły apostolskiej w Calandzie. 3 października 1928 roku otrzymał habit Zakonu Kaznodziejskiego i rozpoczął studia filozoficzne i teologiczne w Walencji. 3 maja 1936 roku otrzymał święcenia kapłańskie w Salamance. Został zastrzelony w czasie wojny domowej w Hiszpanii. Pochowany w zbiorowej mogile, a później jego szczątki zostały przeniesione do Saragossy. Beatyfikowany 11 marca 2001 roku przez papieża Jana Pawła II w grupie Józef Aparicio Sanz i 232 towarzyszy.